# Toxicity (sang)
 For alternative betydninger, se Toxicity. (Se også artikler, som begynder med Toxicity)
"Toxicity" er en single fra det alternative metalband System of a Down. Singlen blev udgivet i 2002, men var oprindeligt udgivet i 2001 på albummet Toxicity. Teksten er skrevet af Tankian, Malakian og Odadjian. Musikvideoen er instrueret af bandets bassist Shavo Odadjian. Noget af filmen blev optaget i Los Angeles, hvor de filmede de hjemløse. Den del af filmen blev vist på bandmedlemmernes trøjer i musikvideoen. Sangen nåede som sin bedste placering en fjortendeplads på VH1's Top 40 Metal-liste.

## Nummerliste på singlen "Toxicity"
1. "Toxicity"
2. "X" (Live)
3. "Suggestions" (Live)
4. "Marmalade"
5. "Toxicity" (Musikvideo)

## "Toxicity" del 2 nummerliste
1. "Toxicity"
2. "Marmalade"
3. "Toxicity" (Musikvideo)